# NGC 135
NGC 135 = IC 26 ist eine Balken-Spiralgalaxie mit ausgedehnten Sternentstehungsgebieten vom Hubble-Typ SBb? im Sternbild Walfisch südlich der Ekliptik. Sie ist schätzungsweise 324 Millionen Lichtjahre von der Milchstraße entfernt und hat einen Durchmesser von etwa 50.000 Lichtjahren.
Im selben Himmelsareal befinden sich u. a. die Galaxien IC 20, IC 23, IC 27, IC 28.
Das Objekt wurde am  2. Oktober 1886 von dem US-amerikanischen Astronomen Francis Preserved Leavenworth entdeckt (als NGC 135 aufgeführt). Wiederentdeckt wurde die Galaxie am 4. November 1891 vom französischen Astronomen Stéphane Javelle (als IC 26 gelistet).